# 伊興遺跡公園展示館
伊興遺跡公園展示館（いこういせきこうえんてんじかん）は、東京都足立区東伊興4丁目の伊興遺跡公園内にある歴史博物館施設。伊興遺跡の発掘調査成果と出土品を紹介し、同遺跡の歴史的重要性について解説している。

## 概要

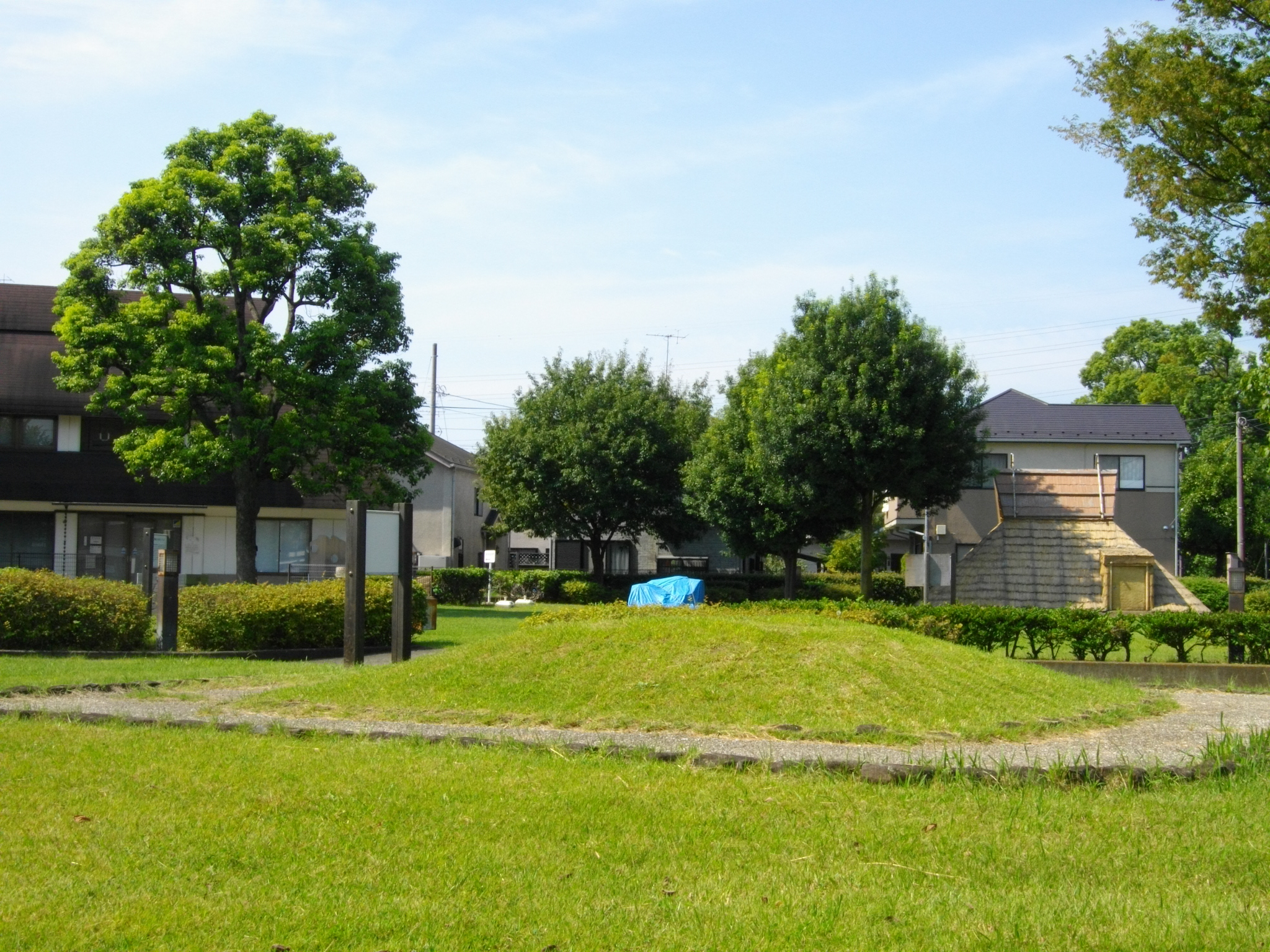
公園の復元方形周溝墓、左脇は展示館

伊興遺跡は、利根川水系綾瀬川の支流・毛長川流域に広がる低湿地帯の自然堤防上に位置する古墳時代を中心とする複合遺跡である。古墳時代当時、流域の人々は水辺に集落を造り、水田稲作と川漁を行い生活していたと考えられている。また周辺には白旗塚古墳を含む古墳群なども分布していた。なお、伊興遺跡はあまりにも遺構や遺物の量が多かったことから足立区を驚かせたため、遺跡の全てを発掘することができず、保存のため土地を足立区が買い上げて伊興遺跡公園として整備されることになった。
園内に建設された本展示館では、これまでの発掘調査で出土した古墳時代の水辺祭祀に使われた土師器や須恵器、勾玉、滑石製の石製模造品などを、当時の生活や祭祀を再現した人形やジオラマを交えて紹介している。
なお、伊興遺跡公園は1995年に手づくり郷土賞（歴史・文化部門）受賞。

## 交通
- 東武伊勢崎線（東武スカイツリーライン）「竹ノ塚駅」より徒歩約18分（経路案内）。
- 東京都交通局日暮里・舎人ライナー「見沼代親水公園駅」より徒歩約30分

## 参考図書
- 東京都教育庁生涯学習部文化課『東京の遺跡散歩』東京都、1993年3月1日、87頁。 NCID BN08948357。